# Lindskiftet-Linneskogen
Lindskiftet-Linneskogen är ett naturreservat i Sjöbo kommun i Skåne län.
Området är naturskyddat sedan 2011 och är 11 hektar stort. Reservat består av en lövskog som tidigare varit stubbskottsängar.